# 叙拉哈马尔市镇
59°43′N 16°13′E / 59.717°N 16.217°E
叙拉哈马尔市镇（瑞典語：Surahammars kommun）是瑞典中部西曼兰省的一个市镇。其治所位于叙拉哈马尔。